# Velika nagrada Italije 1948
Velika nagrada Italije 1948 je bila četrta neprvenstvena dirka Grandes Épreuves v sezoni Velikih nagrad 1948. Odvijala se je 5. septembra 1948 na dirkališču Valentino Park.

## Rezultati
| Poz | Dirkač                  | Dirkalnik        | Krogi | Čas/Odstop | Št. m. |
| --- | ----------------------- | ---------------- | ----- | ---------- | ------ |
| 1   | Jean-Pierre Wimille     | Alfa Romeo 158   | 75    | 3:10:42.4  | 1      |
| 2   | Luigi Villoresi         | Maserati 4CLT    | 74    | +1 krog    | 3      |
| 3   | Raymond Sommer          | Ferrari 125      | 73    | +2 kroga   | 4      |
| 4   | Alberto Ascari          | Maserati 4CLT    | 72    | +3 krogi   |        |
| 5   | Reg Parnell             | Maserati 4CLT    | 72    | +3 krogi   |        |
| 6   | Louis Rosier            | Talbot-Lago T26C | 70    | +5 krogov  |        |
| 7   | Gianfranco Comotti      | Talbot-Lago T26C | 70    | +5 krogov  |        |
| 8   | Philippe Étancelin      | Talbot-Lago T26C | 69    | +6 krogov  |        |
| 9   | Emmanuel de Graffenried | Maserati 4CL     | 67    | +8 krogov  |        |
| 10  | Eugene Chaboud          | Delahaye 135S    | 67    | +8 krogov  |        |
| 11  | Leslie Brooke           | Maserati 4CLT    | 67    | +8 krogov  |        |